# Литовский национальный симфонический оркестр
Литовский национальный симфонический оркестр (лит. Lietuvos nacionalinis simfoninis orkestras, LNSO) — литовский симфонический оркестр, базирующийся в Вильнюсе. Входит в состав творческого коллектива национальной филармонии Литвы.
Основан в 1940 году по инициативе Балиса Дварионаса, первый концерт дал 26 декабря. В 1942—1944 гг. сопровождал также программы Вильнюсской оперы. В 1945—1947 гг. был административно подчинён комитету по телевидению и радиовещанию Литовской ССР.
Художественным руководителем оркестра с 1964 года является Юозас Домаркас.